# Молодіжний блок
Молодіжний блок (біл. Моладзевы блок) — білоруський громадський рух, що виник як об'єднання громадських активістів і блогерів під час білоруських парламентських виборів 2019 року. 
Молодіжний блок представлений у Координаційній раді білоруської опозиції та є асоційованим членом Міжнародної федерації ліберальної молоді.

## Цілі та діяльність
Згідно з інформацією на сайті, Молодіжний блок зосереджений на дослідженні цінностей і поглядів білоруської молоді, організації неформальної політичної освіти, розроблення альтернативного законодавства у сфері наркополітики, армії, прав студентів і статусу білоруського парламенту.

## Історія

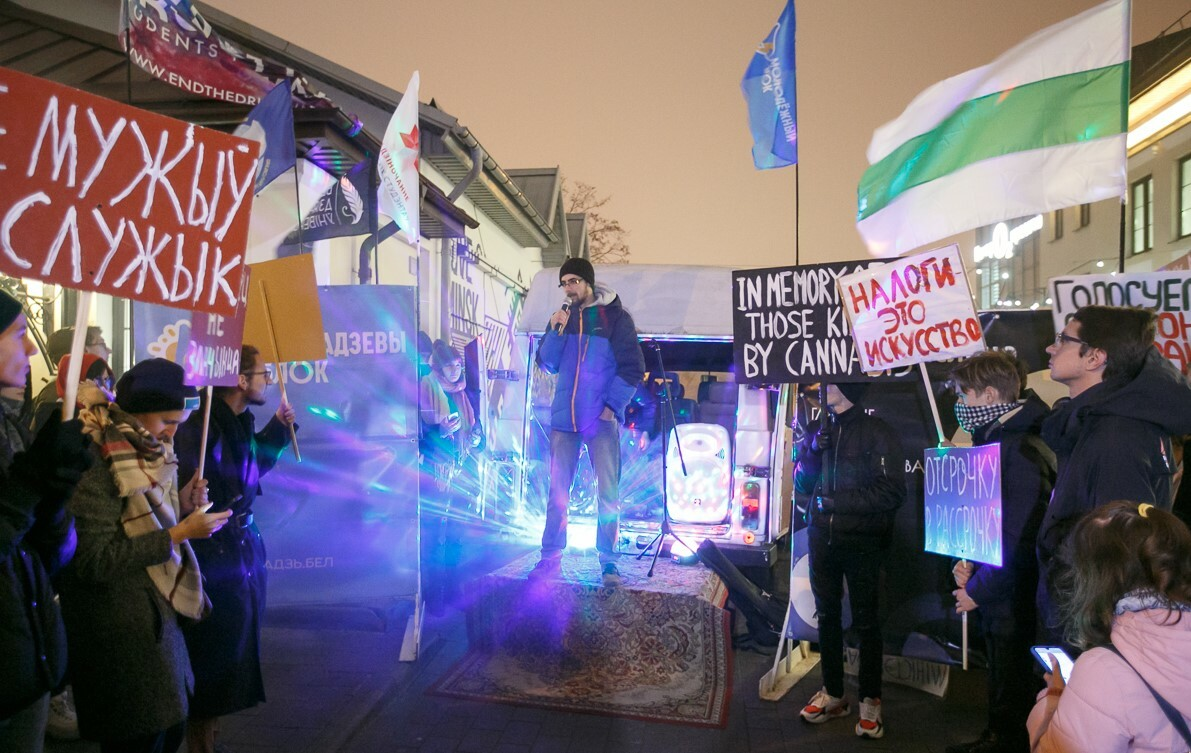
Мітинг Молодіжного блоку в Мінську в листопаді 2019 року

### Заснування
Початково Молодіжний блок складався з восьми молодих людей, які були зареєстровані кандидатами на білоруських парламентських виборах 2019 року. Офіційний намір Молодіжного блоку полягав у тому, щоб поставити молодіжні питання на повістку дня в Білорусі шляхом організації невеликих вуличних протестів і пікетів, онлайн-кампаній та вуличної агітації. Молодіжний блок був сформований з активістів ініціатив «Асоціація білоруських студентів», «навчання важливіше» та «Legalize Belarus». Усі вісім активістів балотувалися як кандидати від Білоруської соціал-демократичної громади. Серед них була також продемократична активістка Алана Гебремаріам.
Восени 2019 року Молодіжний блок організував декілька акцій та мітингів. Серед іншого рух протестував проти примусового голосування. В останній день агітації, 16 листопада, Молодіжний блок організував «рейв-мітинг» в історичному центрі Мінська. Активісти закликали прийти на виборчі дільниці в основний день голосування та проголосувати за кандидатів від Молодіжного блоку. Зустріч зібрала близько 100 осіб і стала наймасштабнішою передвиборчою подією за всю парламентську кампанію. За офіційними результатами, жоден з кандидатів від Молодіжного блоку не пройшов до Палати представників. Спостерігачі за виборами від Організації з безпеки та співробітництва в Європі заявили, що «фундаментальні свободи були зневажені, а цілісність виборчого процесу не була належним чином захищена».

### Після парламентських виборів 2019 року

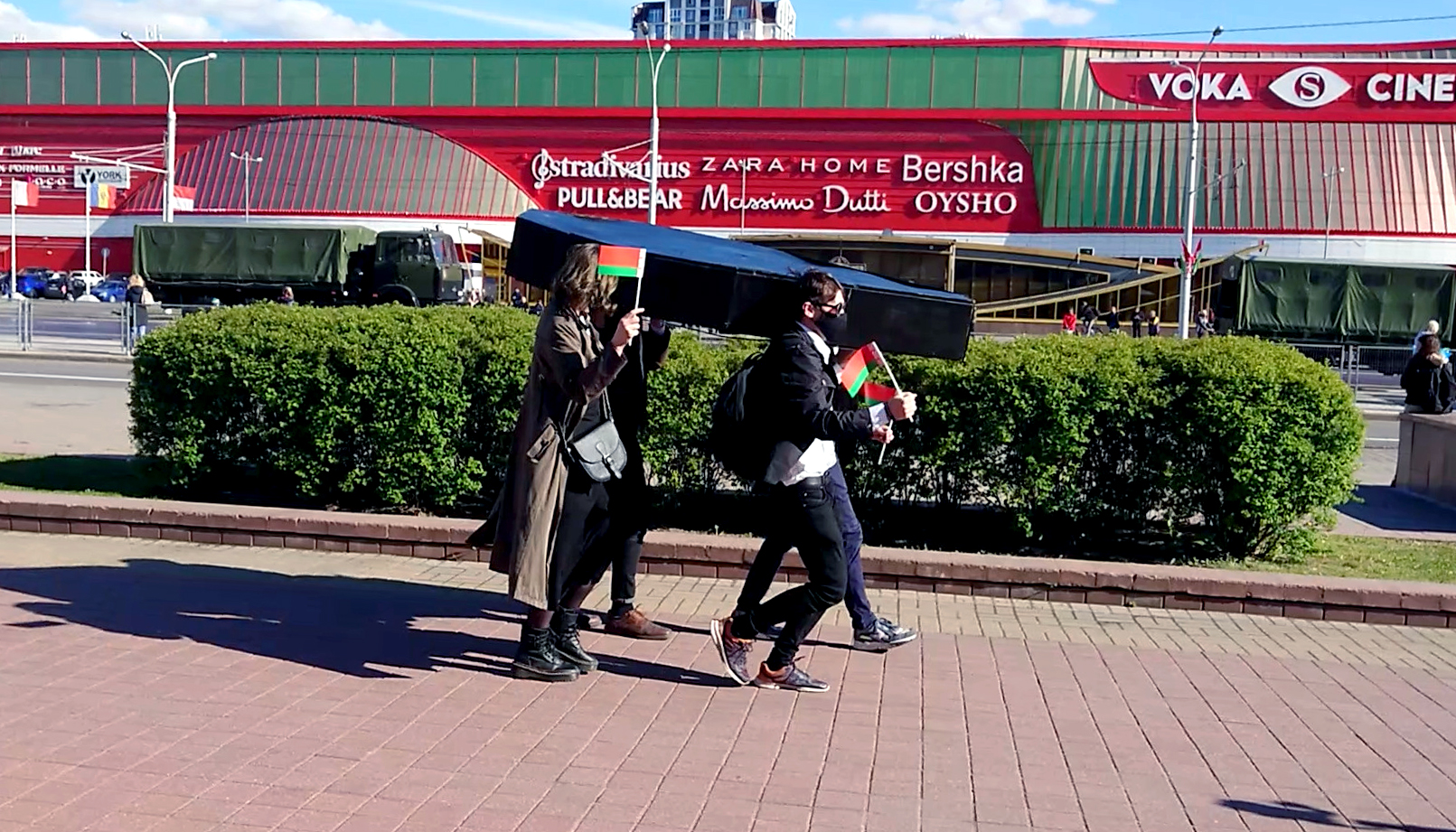
Активісти Молодіжного блоку йдуть із труною поруч із колоною військових під час репетиції Параду Перемоги 9 травня.

Після виборів Молодіжний блок вирішив продовжити свою діяльність. 8 травня 2020 року Молодіжний блок організував перформанс проти рішення влади зберегти парад попри пандемію COVID-19. Активісти несли труну проспектом Незалежності, де проходила офіційна репетиція параду. Згодом четверо активістів були затримані; двох з них засудили до 13 і 5 діб арешту. У тому ж місяці Молодіжний блок запустив сайт-проект про людей, які померли від коронавірусу в Білорусі. Сайт розповідав персональні історії про кожну жертву недбалого ставлення влади під час пандемії.
Напередодні виборів президента Білорусі 2020 року Молодіжний блок підтримав протестний рух, але відкрито не підтримував жодного з кандидатів. 29 липня 2020 року біля СІЗО №1 за акцію солідарності з утримуваним політв'язнем був затриманий активіст Молодіжного блоку Петро Маркелов. Згодом Маркелов отримав 10 діб арешту.
16 вересня 2020 року білоруський диктатор Олександр Лукашенко у своїй промові описав кілька етапів спроби «знищення Білорусі». У цьому контексті він згадав і про Молодіжний блок:
|                                                           | Так, спеціально створений під вибори «Молодіжний блок» під приводом висунення кандидатів до парламенту активно формував настрої невдоволення в різних соціальних групах. З цією метою експлуатували на перший погляд неполітичну тематику: закон про відтермінування, розподіл студентів, легалізацію наркотиків, відому тему 328-ї статті Кримінального кодексу і так далі. |
| — Самопроголошений президент Білорусі Олександр Лукашенко | |

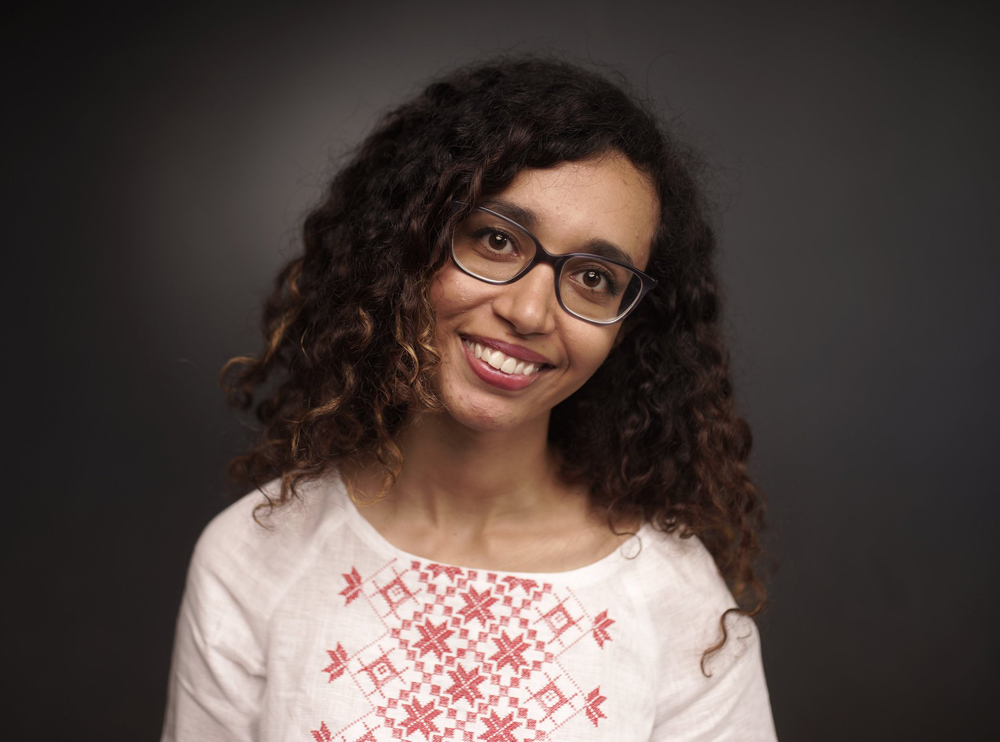
Алана Гебремаріам, активістка Молодіжного блоку, колишня політв'язня

12 листопада 2020 року, у так званий «чорний четвер», у квартирах низки активістів «Молодіжного блоку» та «Асоціації білоруських студентів» пройшли обшуки. Деякі активісти, в тому числі Алана Гебремаріам, були затримані та поміщені в СІЗО КДБ. Активістам Данилу Лаурецькому та Єлизаветі Прокопчик вдалося втекти від переслідування КДБ і перебратися в Україну, нелегально перетнувши кордон з Росією. Пізніше Гебремаріам разом з іншими фігурантами справи визнали політичною в'язнею і засудили до 2 років і 6 місяців позбавлення волі. Вона була звільнена в листопаді 2022 року.
З початком російського вторгнення в Україну (2022), ряд активістів молодіжного блоку приєдналися до ЗСУ у складі Полку Калиновського. Інші члени Блоку зайнялися допомогою зі збором коштів і доставкою амуніції, необхідної для білоруських добровольців, а також допомагали документувати російські військові злочини.
У вересні 2022 року онлайн-ресурси Молодіжного блоку МВС Білорусі визнало екстремістським формування.